# القاضي عبد الجبار
القاضي أبو الحسن عبد الجبار بن أحمد بن عبد الجبار بن أحمد بن الخليل بن عبد الله المعتزلي الأسدآبادي (359 – 415هـ، 969 – 1025م) المولود في أسد آباد (أفغانستان) والراجح أنه عربي النسب من همدان. يلقبه المعتزلة بـ«قاضي القضاة» ولا يطلقون هذا اللقب على سواه. سمع الحديث من أبي الحسن بن سلمة القطان، وعبد الرحمن بن حمدان الجلاب، وعبد الله بن جعفر بن فارس، والزبير بن عبد الواحد الأسدأبادي وغيرهم. روى عنه القاضي أبو يوسف عبد السلام بن محمد ابن يوسف القزويني المفسر المعتزلي، وأبو عبد الله الحسن بن علي الصَّيْمَرِي، وأبو القاسم علي بن المحسن التنوخي.

## أساتذته
أما أستاذه في الاعتزال فهو أبو إسحاق بن عياش إبراهيم بن عياش البصري، قال عنه القاضي عبد الجبار: “وهو الذي درسنا عليه أولا”، وهو من الورع والزهد والعلم على قدرعظيم. وقد رحل إليه من بغداد قوم يجمعون مجلسه إلى مجلس أبي عبدا. استدعاه الصاحب بن عباد إلى الري، واشتغل بالتدريس والقضاء، وقد عينه الصاحب في منصب قاضي القضاة في الري. وتوفي بها. وقف عمره على التدريس والإملاء، وإليه انتهت رئاسة المعتزلة حتى صار شيخها وعالمها غير مُدافَع. قال عنه ابن المرتضى: “نسخت كتبه كتب من تقدمه من المشايخ”.

## كتبه
من أشهر كتبه في الكلام الدواعي والصواري؛ الخلاف والوفاق؛ الخاطر؛ الاعتماد. ومن أماليه المغني؛ الفعل؛ الفاعل؛ المحيط؛ وكتابه المشهور في مبادئ الاعتزال شرح الأصول الخمسة. له مصنفات في الشروح مثل شرح الجامعين؛ شرح الأصول؛ ومن كتبه في أصول الفقه: النهاية؛ وكتب في النقض مثل نقض اللمع؛ نقض الإمامة، ومنها ردود على مسائل وردت عليه من الآفاق. مثل: الرازيات؛ العسكريات؛ الخوارزميات؛ النيسابوريات. وقد كان القاضي عبد الجبار من أكثر شيوخ المعتزلة إملاء وتدريساً.

## وفاته
مات في شهر ذي القعدة سنة 415 هـ، وهو من أبناء التسعين.

## وصلات خارجية
مجموعة من مؤلفات القاضي عبد الجبار المعتزلي:
1. كتاب تنزيه القرآن عن المطاعن للقاضي عبد الجبار المعتزلي
2. كتاب المختصر في أصول الدين للقاضي عبد الجبار المعتزلي
3. كتاب شرح الأصول الخمسة للقاضي عبد الجبار المعتزلي
4. كتاب النظر والمعارف للقاضي عبد الجبار المعتزلي
5. كتاب تثبيت دلائل النبوة ج1 للقاضي عبد الجبار المعتزلي
6. كتاب تثبيت دلائل النبوة ج2 للقاضي عبد الجبار المعتزلي
7. كتاب نظرية التكليف: آراء القاضي عبد الجبار الكلامية - عبد الكريم عثمان